# Alter Zoll (Bonn)

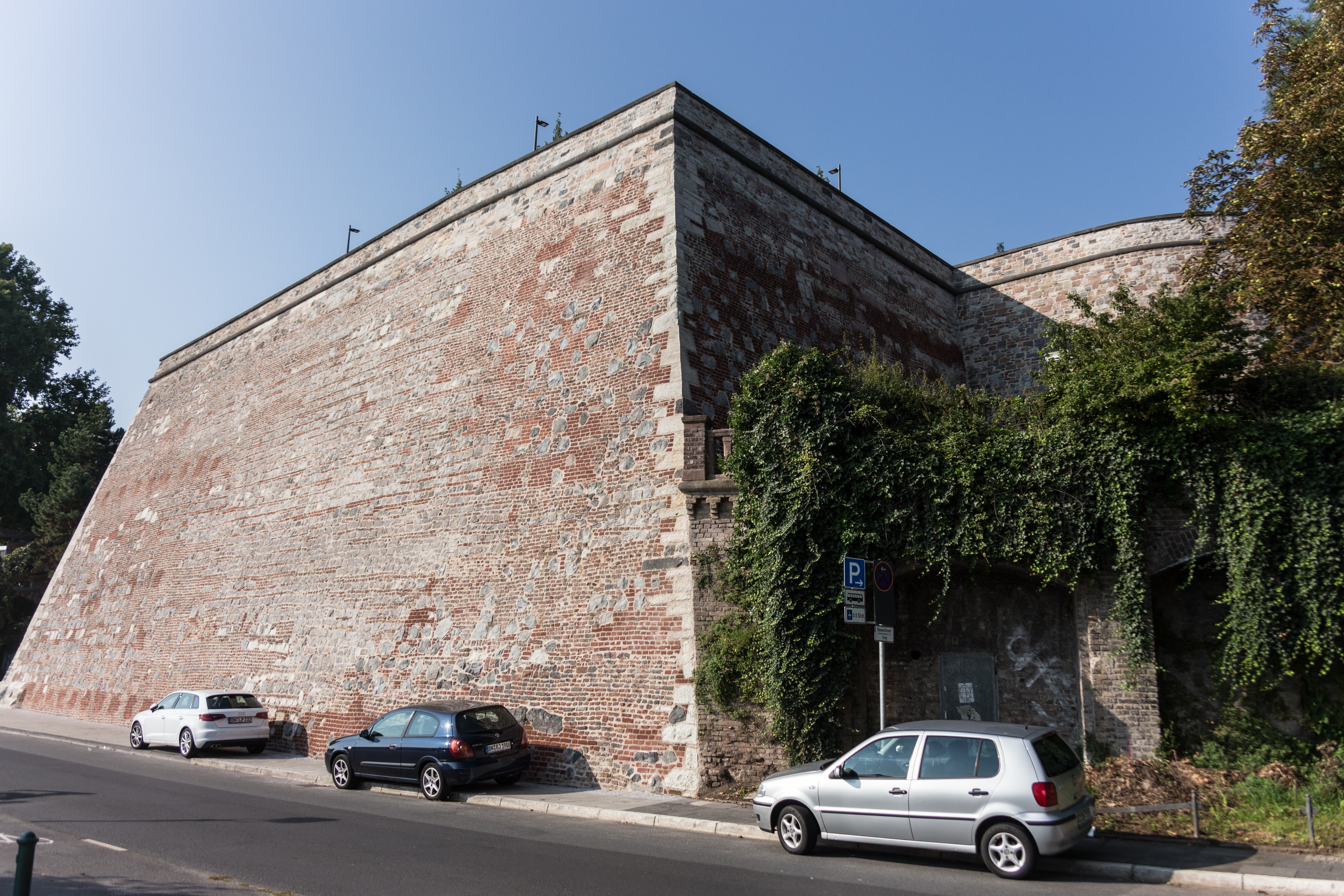
Alter Zoll vom Rheinufer aus gesehen (2017)

Der Alte Zoll in Bonn ist eine ehemalige, auch Dreikönigen genannte, Bastion der Bonner Stadtbefestigung. Er wurde um das Jahr 1644 errichtet und liegt am Hang des Rheinufers auf dem Privatgelände der Universität Bonn als Eigentümerin. Er steht als Baudenkmal unter Denkmalschutz.

## Lage
Der Alte Zoll liegt im Ortsteil Bonn-Zentrum am Brassertufer unterhalb des Hofgartens und des Ostflügels des Kurfürstlichen Schlosses, dem heutigen Uni-Hauptgebäude. In der Nähe befinden sich die Schiffsanlegestellen der Köln-Düsseldorfer und Bonner Personen Schiffahrt, direkt südlich des Stadtgartens das Hotel Königshof, ferner das Collegium Albertinum und unweit nördlich die Oper Bonn. Die exponierte Lage über dem Ufer des Rheins bietet einen wunderschönen Panoramablick auf den Rhein und das Siebengebirge im Übergang der Berge vom Mittelrhein in die flache Kölner Bucht. Zahlreiche Schriftsteller haben den Alten Zoll als bemerkenswerten Ort literarisch aufgegriffen.

## Geschichte

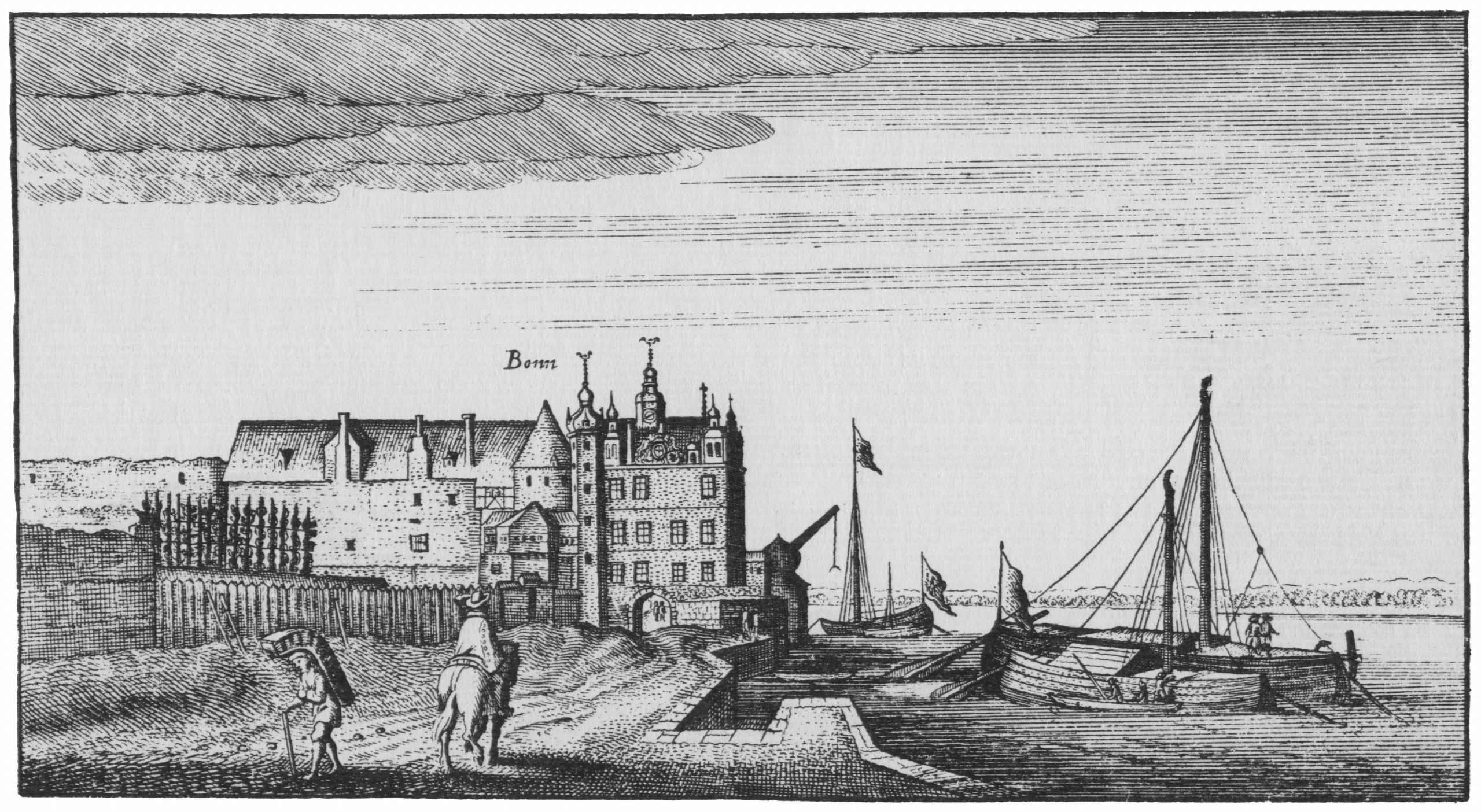
Der Alte Zoll 1643

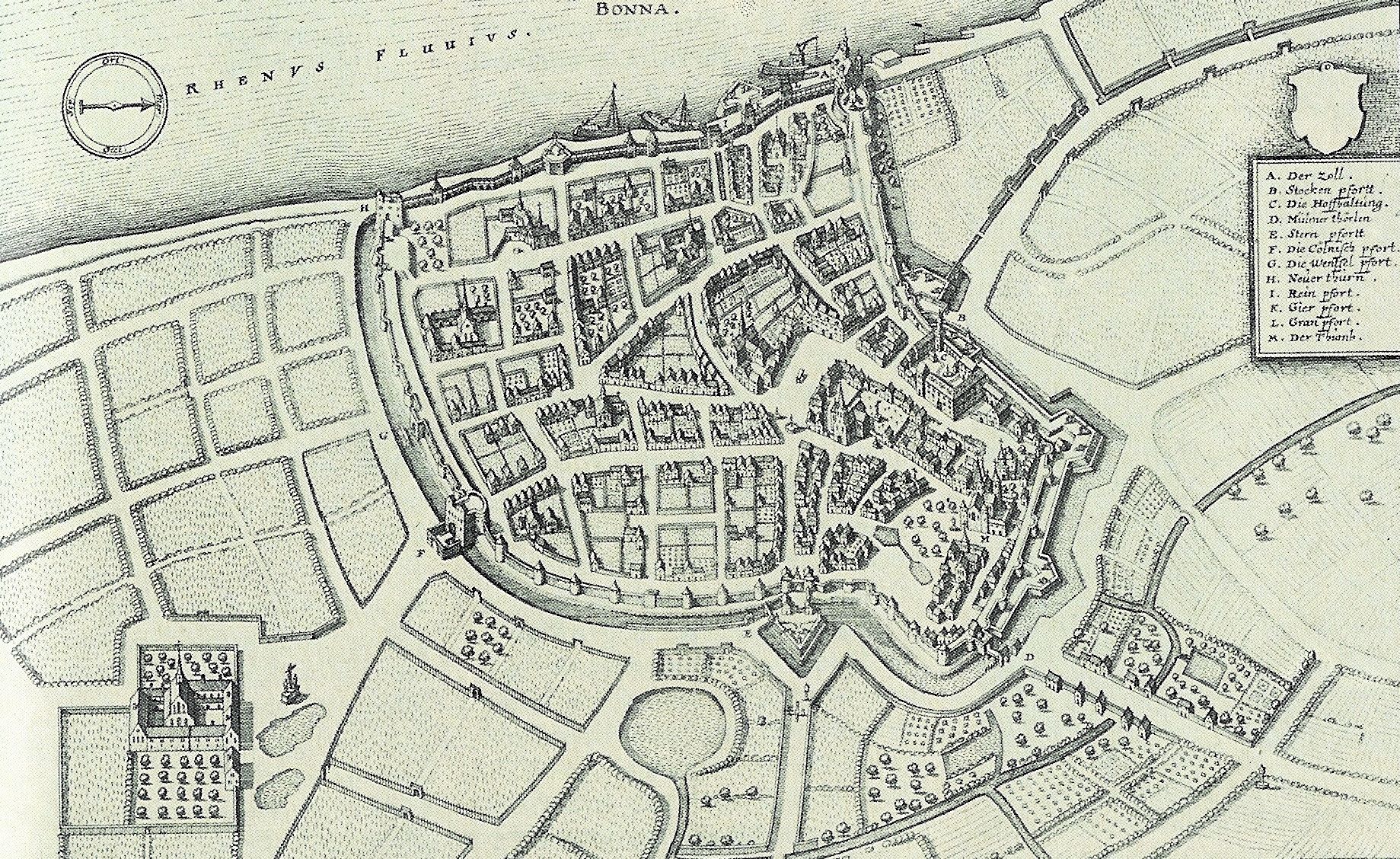
Der Zoll (A) auf einer Stadtkarte von 1646. Zu sehen ist, wie er über die Stadtmauer hinaus geht

1244 wurde die Bonner Stadtbefestigung errichtet. Kuladig gibt an, dass 1575 das Zollgebäude errichtet wurde. Der Alte Zoll bildete den linksrheinischen Uferabschluss im Süden der ehemaligen Haupt- und Landesfestung Kurkölns. Er ging über die Stadtmauer hinaus und beinhaltete einen Durchgang in Nord-Süd-Richtung um den Leinpfad fürs Treideln zu erhalten. 1642 wurde die Stadtmauer verstärkt; am Zoll entstand eine Bastion, der heutige Alte Zoll.

### Bastion
Die Stützmauern auf drei Seiten lassen den „halben“ Bastionsbau (Eckbastion) mit 150 m Umfang auf einer Grundfläche von etwa 1000 m² bis auf 15 m Höhe aufragen. Die um 80° geneigte südliche Face ist mit Ziegeln, Trachyt und Basaltsäulen-Zwischenlagen aus Unkel vollbekleidet, man spricht von einer Escarpe mit umlaufendem Cordon (ein vorkragendes Abschlussgesims als Bauzierteil) und Brustwehr in ‚italienischer Manier‘ (Bauart). Sie war die kleinste der Bonner Bastionen. Zwei Kanonen lenken den Blick in Richtung Rhein- und Siebengebirgslandschaft. Diese beiden in den Jahren 1803 und 1841 gegossenen französischen Salutkanonen waren ein Geschenk von Kaiser Wilhelm I. nach dem Sieg von 1871 an die Universität Bonn, die sie daraufhin auf der Bastion aufstellen ließ – aus ihnen ist nie ein scharfer Schuss abgegeben worden.

### Kasematte und Kasemattentor

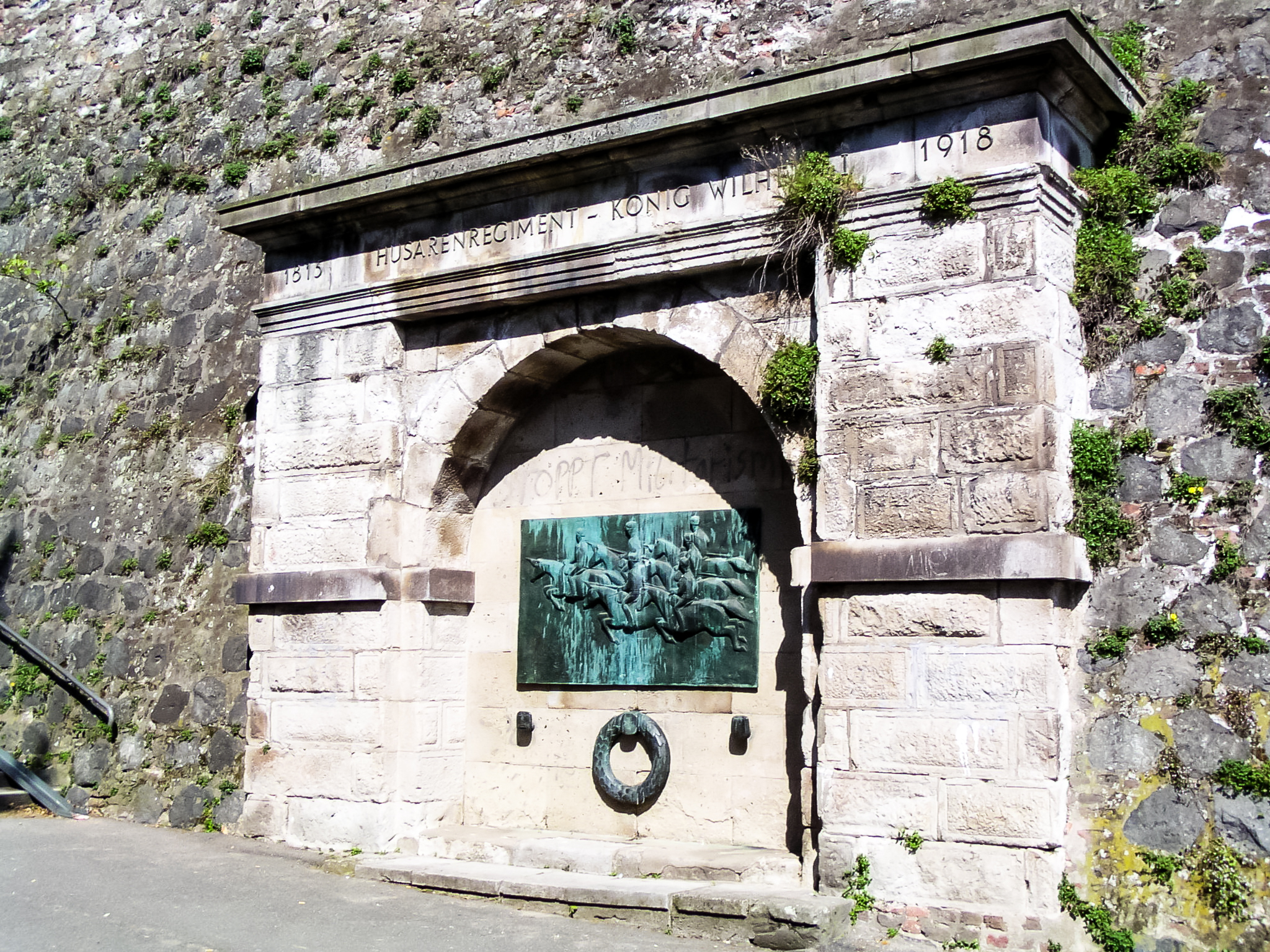
Das Kasemattentor, der einstige Zugang zur Kasematte

Der Gang zum Treideln blieb beim Umbau des Zolls erhalten, diente aber gleichzeitig auch als Kasematte. Er war etwa 40 Meter lang, vier Meter breit und vier Meter hoch. Nach der Belagerung von Bonn im Jahr 1689, bei der die Stadtbefestigung stark zerstört wurde, wurde von 1701 bis 1703 die Befestigung wieder auf- und ausgebaut. Der ehemalige Leinpfad wurde nun als Pulvermagazin mit 150.000 Pfund Fassungsvermögen genutzt. 1939 wurde die Kasematte zu einem öffentlichen Luftschutzraum umgebaut, mit Platz für mehrere hundert Personen.
An der Südseite hat sich als einstiger Zugang zu ihm das 1650 aus Sandstein erbaute Kasemattentor erhalten, während der nördliche Ausgang heute unter der Rampe der Konviktstraße liegt. 1962/63 wurde am Kasemattentor ein Bronzerelief von Ernemann Sander angebracht (s. Abschnitt Denkmäler und Skulpturen für mehr Informationen zum Relief).

### Schlossterrasse
Als Schlossterrasse im barocken Gesamtkonzept des 18. Jahrhunderts wurde der Alte Zoll zum friedlichen Aussichtspunkt und beliebten Gegenstand der Reiseliteratur wie auch der romantisch-gefühlsbetonten Malerei. Am 27. Juli 1815 bemerkte Johann Wolfgang von Goethe zur Rheinansicht, „daß man sich eines Versuchs, sie mit Worten zu beschreiben, kaum enthalten kann“.

## Denkmäler und Skulpturen
Am Alten Zoll sind mehrere Kunstwerke aufgestellt.
Das bekannteste ist das von Bernhard Afinger stammende und 1865 eingeweihte Ernst-Moritz-Arndt-Denkmal. Der Bonner Schriftsteller Ernst Moritz Arndt, er verbrachte 42 Jahre seines Lebens in Bonn, unterstützte die nationale Einheitsbewegung durch diverse Schriften, u. a. Der Rhein, Deutschlands Strom, aber nicht Deutschlands Grenze, in der er die Ablösung des deutschsprachigen Rheinlands von Frankreich forderte. Eine Inschrift auf dem Sockel lautet „Der Rhein, Deutschlands Strom, aber nicht Deutschlands Grenze“.
1921 kam ein von Hubert Netzer geschaffenes Denkmal für den Berghauptmann Hermann Brassert, den Schöpfer des allgemeinen Berggesetzes für die preußischen Staaten, hinzu. Dargestellt ist hier die Figur der trauernden Klio, der Muse der Geschichte. Auf dem Sockel ist ein bronzenes Porträtmedaillon Brasserts angebracht. Das Denkmal befindet sich vis à vis des ehemaligen, königlich-preußischen Oberbergamtes unterhalb des Gärtnerhauses, das mit dem Gartenbaumeister Peter Joseph Lenné d. J. in Verbindung steht. Dessen Porträtbüste, 1847 geschaffen vom bedeutenden Bildhauer Christian Daniel Rauch, steht seit 1989 unmittelbar vor dem Alten Zoll in der Nähe des Rheinufers.
1962/63 entstand ein Ehrenmal für das Husaren-Regiment König Wilhelm I. (1.Rhein.) Nº 7 zwischen den sichtbaren Pilastern und dem Architrav des Kasemattentors. Das Bronzerelief von Ernemann Sander wird ergänzt durch die historischen Motive Pelzmütze, Eisernes Kreuz und Säbeltasche. Weitere Skulpturen sind Schwingende von Lajos Barta zum Gedenken an den ungarischen Volksaufstand 1956, aufgestellt 1971 und Ulrich Rückriems Heinrich-Heine-Denkmal in der Formensprache eines Grabmals und Tempelportals von 1982.
Im Bonner Stadtgarten wurde 2014 auf einem 1 m hohen Sockel eine 2,70 m hohe Bronzeskulptur Ludwig van Beethovens des Bildhauers Markus Lüpertz aufgestellt.

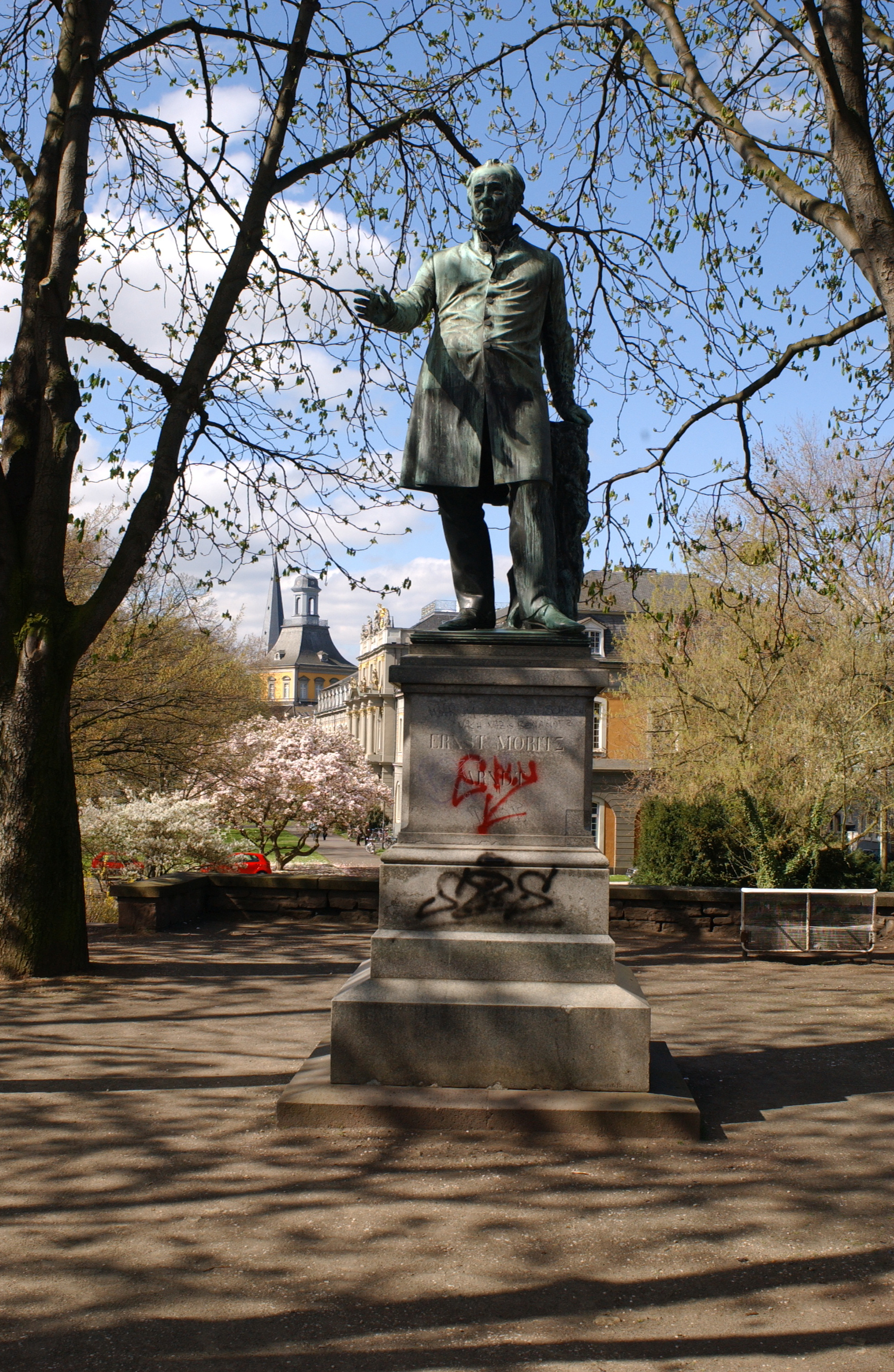
Ernst-Moritz-Arndt-Denkmal
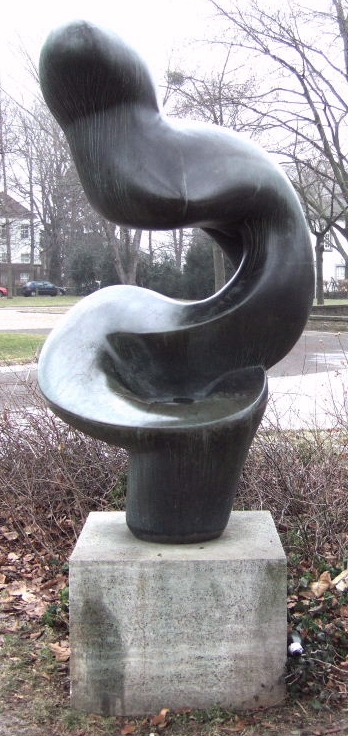
Schwingende, Lajos Barta
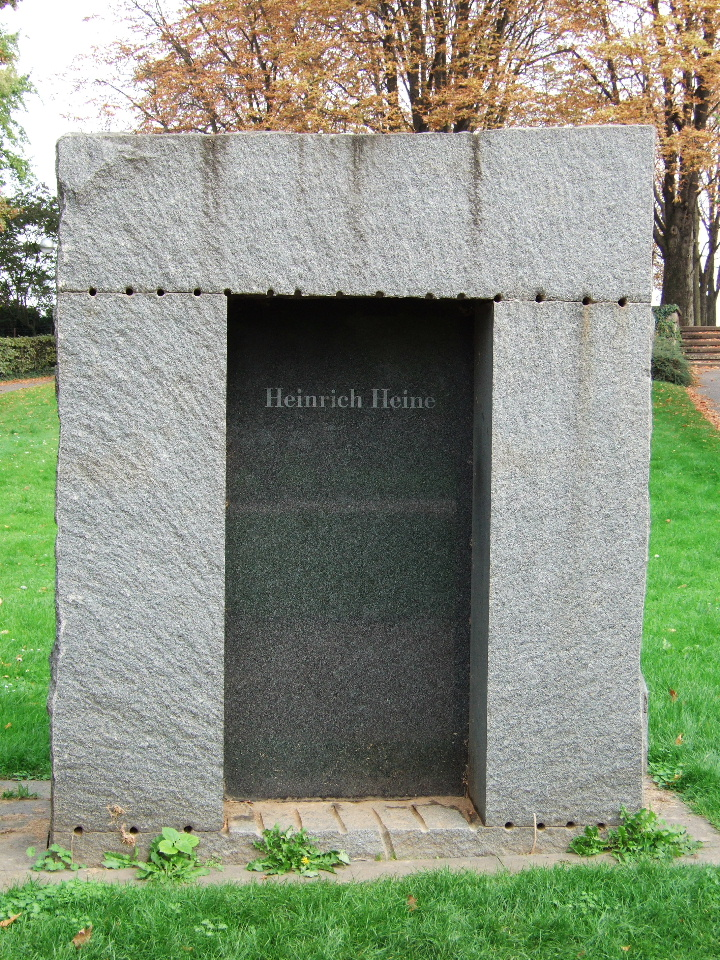
Heine-Denkmal
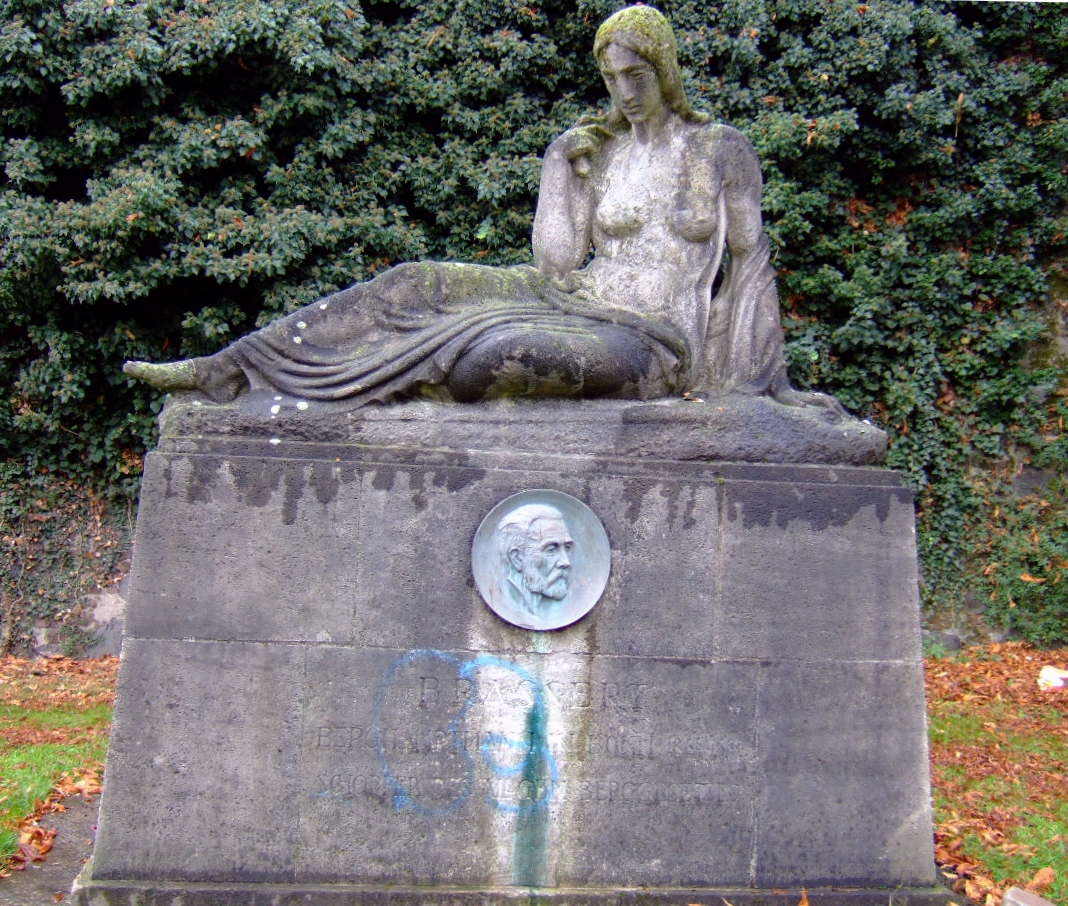
Brassert-Denkmal
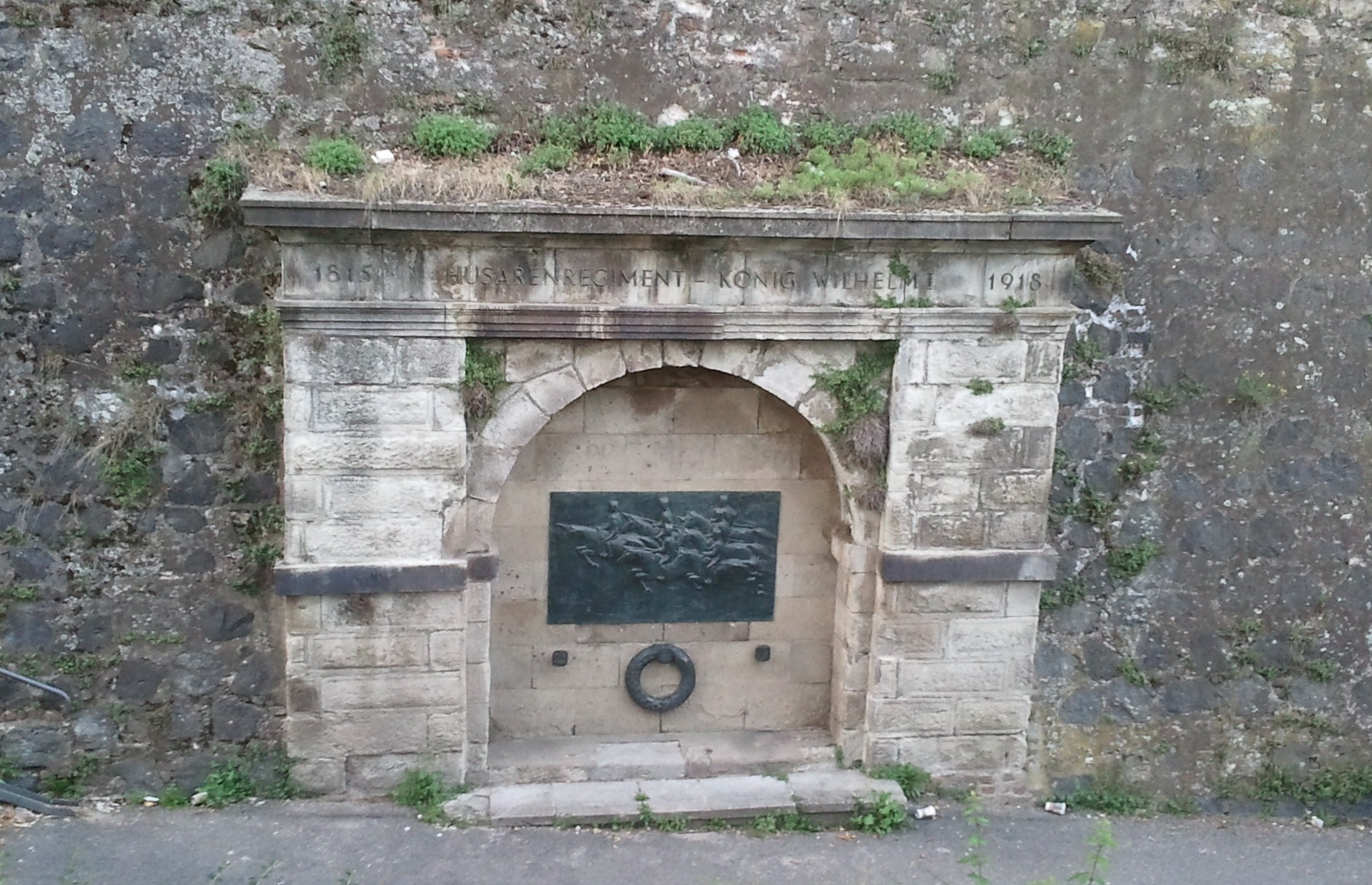
Ehrenmal, Ernemann Sander
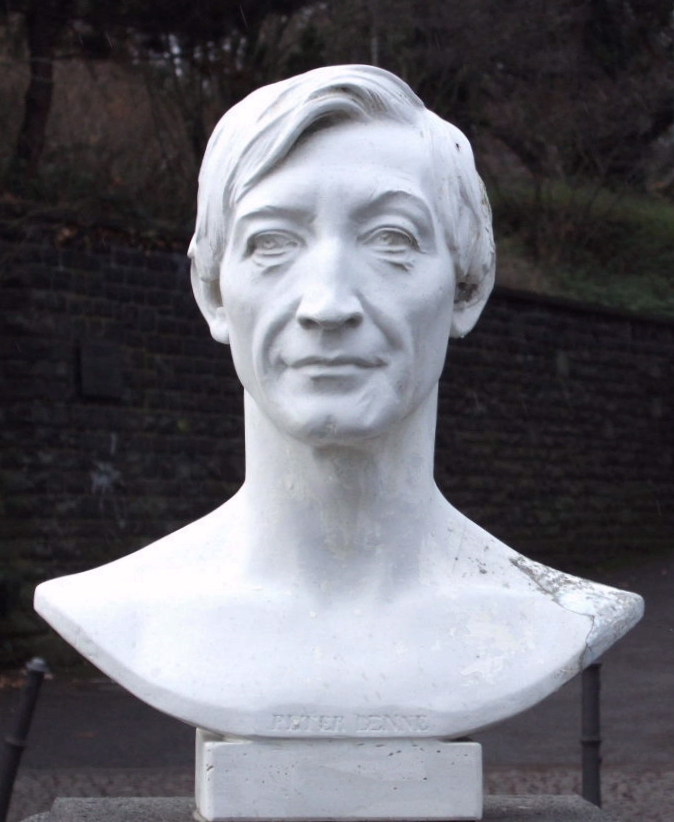
Lenné-Büste
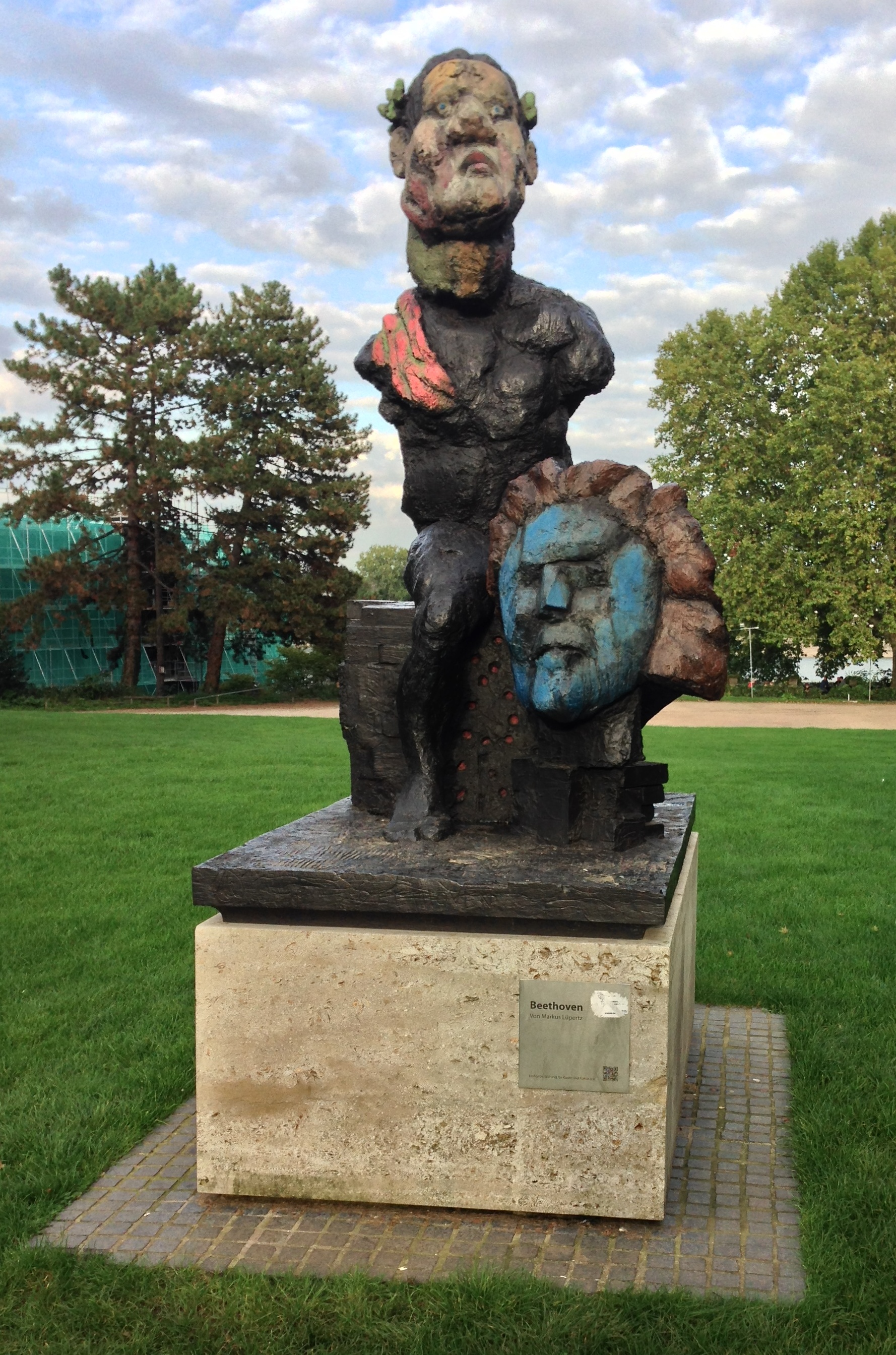
Hommage an Beethoven[10], Markus Lüpertz

## Veranstaltungen und Betrieb

Logo zum Lehrpfad Stadtökologie in Bonn

- In der Umgebung gibt es die Biergärten Alter Zoll und Zum Rheinblick.
- Südlich des Alten Zolls finden sich regelmäßig Boule-Spieler ein.
- Im Sommer gibt es auf dem südlich angrenzenden Platz regelmäßig Konzerte verschiedener Musikrichtungen, die sogenannten Stadtgartenkonzerte am Alten Zoll.[11]
- Auf der südwestlich angrenzenden Wiese gastiert gelegentlich ein Zirkus.
- Aufgrund seiner früheren Mauerbegrünung war der Alte Zoll in den Lehrpfad Stadtökologie Bonn einbezogen.
- In loser Folge werden Besichtigungen des Bastionsbauwerks, z. B. zum Tag des offenen Denkmals angeboten.
- Der Skaterlauf BonnSkating hat hier seinen Start- und Zielpunkt. Im Winter wird manchmal eine Fläche zum Schlittschuhlaufen aufgebaut.